# 대런 크로스
대런 크로스(Darren Cross)는 마블 코믹스가 출판하는 만화책의 등장인물이다. 첫 등장은 Marvel Premiere #47이다. 주로 앤트맨 (스콧 랭)과 크로스파이어 (윌리엄 크로스)의 적으로 등장한다.
2015년 영화 《앤트맨》에는 코리 스톨이 연기한다.